# ضرعاء مذنبة
ضرعاء مذنبة (الاسم العلمي:Mammillaria crinita) هي نوع من النباتات يتبع جنس الضرعاء من الفصيلة الصبارية.